# Iván Franco Sopegno
Iván Franco Sopegno Malizia (ur. 25 września 1963 w San Lorenzo) – argentyński piłkarz pochodzenia włoskiego występujący na pozycji bramkarza, trener piłkarski.